# Конклав 1939
41°54′21″ пн. ш. 12°27′21″ сх. д. / 41.905833333333° пн. ш. 12.455833333333° сх. д.
Конклав 1939 був скликаний напередодні Другої світової війни, у зв'язку зі смертю папи римського Пія XI 10 лютого цього ж року в Апостольському палаці. Конклав, щоб обрати наступника Пія XI, розпочав роботу 1 березня і закінчив на день пізніше, 2 березня, після трьох виборчих балотувань. Кардинали обрали новим римським папою кардинала Еудженіо Пачеллі, тоді камерленго та державного секретаря Ватикану. Він прийняв обрання та взяв папське ім'я Пій XII.

## Конклав напередодні Другої світової
Як і у випадку з Пієм X, коли він помер у 1914 році, Пій XI був досить упертою людиною, суто діловим понтифіком, і тоді кардинали, всі шістдесят два які брали участь у Конклаві, зібрані в Сикстинській капелі, вирішили, що вони потребують вмілого та обережному дипломаті, який міг би провести їх через майбутню війну.
Серед ймовірних претендентів на папство були Август Хлонд — архієпископ Гнезно-Познанський, Карл Йозеф Шульте — архієпископ Кельнський, куріальний кардинал Ежен Тіссеран, Ільдефонсо Шустер — архієпископ Міланський, Адеодато Джованні Пьяцца — патріарх та кардинал-державний секретар Еудженіо Пачеллі. Перспектива неіталійського папи римського (останнім який, доти, був папа римський Адріан VI в 1522 року) розглядалася краще 1939 року ніж попередніх Конклавах.
Кардинал Пачеллі отримав 35 голосів на першому виборчому балотуванні, а інші голоси відійшли до Луїджі Мальйони, Еліа Далла Кості — архієпископу Флоренції, і Жану-Марі-Родригу Вільневу — архієпископу Квебецькому. На другому виборчому балотуванні, Пачеллі отримав ще п'ять голосів, досягаючи загальної кількості 40.

## Вибір Пачеллі
Фаворитом конклаву був державний секретар Ватикану та камерленго Римо-католицької церкви кардинал Еудженіо Пачеллі. Ще за життя Пія XI його називали «дофіном», «кронпринцем», «престоспадкоємцем». Говорили, що Пій XI, як то сказав, що він готовий зректися папства, якщо буде впевнений, що папою стане саме Пачеллі, оскільки кардинал Пачеллі був папабілем. Конклав, який розпочався 2 березня 1939 року, виявився одним із найкоротших. Менше ніж через добу кардинал-державний секретар та кардинал-камерленго Еудженіо Пачеллі був обраний папою римським і взяв коронаційне ім'я Пій XII на честь попередника.

## Прогнози
В умовах назріваючої війни, кардинали зупинили вибір на блискучому і спритному дипломаті, який мав як досвідчений керманич вивести церковний корабель їхньої бурі, що назрівала. Дійсно, Пачеллі мав за плечима величезну дипломатичну кар'єру, нунцій у Баварії та Німеччині, державний секретар Ватикану. Коли був державним секретарем, новий Папа багато подорожував, і встановив багато корисних і хороших зв'язків.